# 翟家庄乘降所
翟家庄乘降所是位于河北省井陉县翟家庄的一个铁路乘降所。原为翟家庄线路所，有石太铁路经过该站，现已拆除改为乘降所。该乘降所及其上下行区间均已经电气化。6031/2/3/4次列车在此办理通勤客运业务。